# واحة دبي للسيليكون
واحة دبي للسيليكون (بالإنجليزية: Dubai SIlicon Oasis)‏، هي منطقة تجارة حرة أسستها حكومة دبي عام 2004 على أرض مساحتها 7.2 كم مربع. وكان الهدف من تأسيسها تعزيز الصناعات القائمة على التكنولوجيا الحديثة والبنية التحتية الحديثة وخدمات الأعمال وتوفير المكاتب والمستودعات والأراضي الجاهزة للبناء كما توفرمزايا مناطق التجارة الحرة للشركات العاملة داخلها.

## التاريخ
في عام 2003، أعلن الشيخ محمد بن راشد آل مكتوم، نائب رئيس الدولة رئيس مجلس الوزراء حاكم دبي، رسميًا عن تشغيل واحة دبي للسيليكون تحت سلطة المنطقة الحرة بمطار دبي الدولي. وفي عام 2005، تم تعيين واحة دبي للسيليكون كهيئة مستقلة بموجب المرسوم رقم 16، كما حصلت سلطة واحة دبي للسيليكون على أرضها بمساحة 7.2 مليون متر مربع، لمواصلة عملية إنشاء سلطة واحة دبي للسيليكون.
في عام 2006، تم الانتهاء من البنية التحتية لإنشاء وأُعترف بها كمنطقة تجارة حرة. وفي نفس العام، تم الانتهاء من بناء المرحلة الأولى من مقر واحة دبي للسيليكون، ومشروع 560 فيلا سمر، وأعمال الطرق، والكهرباء، والمرافق، وشبكة الاتصالات.
في العام 2021 صدر القانون رقم 16 القاضي بإنشاء سلطة دبي للمناطق الاقتصادية المتكاملة والتي يخضع لإشرافها كل من واحة دبي للسيليكون والمنطقة الحرة في مطار دبي الدولي ودبي كوميرسيتي.

## الأهداف
من أهم أهداف واحة دبي للسيليكون:
- تسهيل وترويج وتطوير وتصميم صناعة التقنيات الحديثة وتهيئة البنية التحتية الملائمة لها من أجل جعل إمارة دبي مركزاً دولياً متخصصاً في صناعة التفنيات الحديثة.
- تطوير صناعة التقنيات الحيوية.
- المساهمة في تنمية اقتصاد إمارة دبي من خلال إعداد وتدريب العناصر الوطنية المتخصصة في مجالات صناعة التقنية الحديثة.
- جذب واستقطاب كبريات الشركات ورؤوس الأموال للاستثمار في مجال الصناعات التقنية الحديثة وتوفير البيئة الملائمة والبنية التحتية اللازمة لهذه الصناعة.
- التنسيق مع كافة الجهات الحكومية والمؤسسات المحلية والدولية المتخصصة لدعم صناعة التقنيات الحديثة، ودعم البحوث العلمية والدراسات والتجارب الخاصة بتطوير هذه الصناعة، مع القيام بالتوعية في استراتيجيات الملكية الفكرية وبراءات الإختراع مع مختلف الدوائر والسلطات في الإمارة.

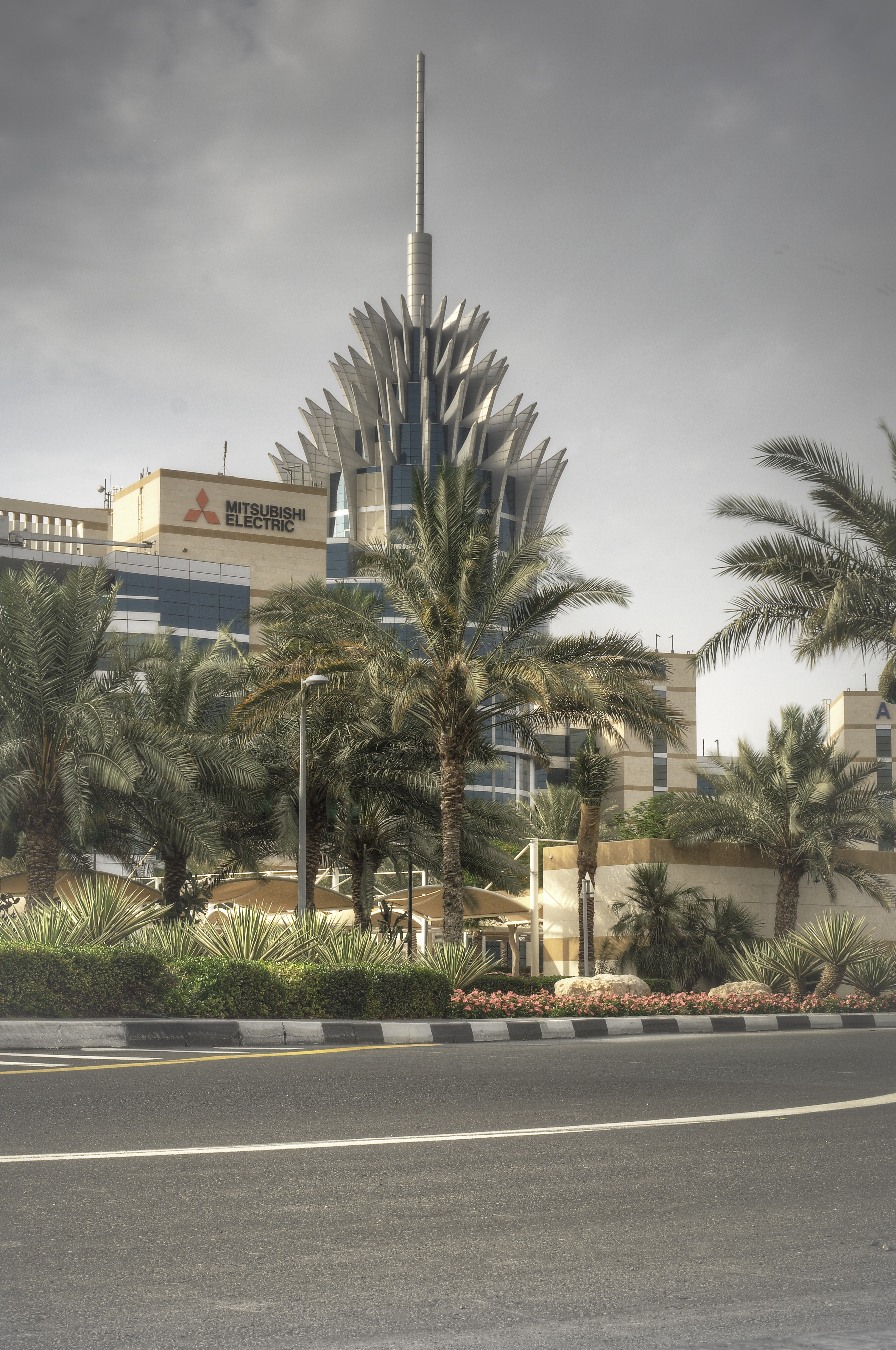
واحة دبي للسيليكون

## التعليم
في عام 2008، أنشأت سلطة واحة دبي للسيليكون معهد روتشستر للتكنولوجيا في دبي في واحة دبي للسيليكون، وهو حرم عالمي غير ربحي لمعهد روتشستر للتكنولوجيا في روتشستر، نيويورك، كجزء من اتفاقية بين سلطة واحة دبي للسيليكون ومعهد روتشستر للتكنولوجيا في نيويورك.
كما تضم واحة دبي للسيليكون ثلاث مدارس: أكاديمية جيمس ويلينغتون، والمدرسة الهندية الدولية ومدرسة فيرنوس الدولية.

## الموقع
تقع واحة دبي للسيليكون على شارع سمو الشيخ محمد بن زايد
وبالقرب من أهم مراكز الأعمال في دبي، وتبعد حوالي 20 دقيقة عن مطار دبي الدولي و 40 دقيقة عن ميناء راشد وميناء جبل علي.

## إنجازات
من أهم الإنجازات التي حققتها واحة دبي للسيليكون:
- عام 2020 بلغت إيرادات  الواحة 544.7 مليون درهم

- يلغ  عدد الشركات المسجلة حتى نهاية ديسمبر 2020حوالي 4936 شركة
- شهدت واحة دبي للسيليكون افتتاح «مستشفى فقيه الجامعي» الذكي الأول من نوعه على مستوى دولة الإمارات
- وصل إجمالي عدد السكان إلى 90 ألف نسمة في  عام 2020
- تمكن مركز دبي التكنولوجي لريادة الأعمال من جذب حوالي 1500 شركة ناشئة وتوفير أكثر من 3750 فرصة عمل خاصة للشباب وأصحاب الاختصاص منذ تأسيسه عام 2015، ما ساهم بتدفق حوالي 500 مليون درهم لاقتصاد الدولة
- دشنت  سلطة واحة دبي للسيليكون مجمع دبي الرقمي، باستثمار بلغ 1.5 مليار درهم، ومساحة قدرها 150 ألف متر مربع، حيث نجح المجمع في جذب العديد من الشركات العالمية لافتتاح مقارها الإقليمية انطلاقاً من واحة دبي للسيليكون،
- بلغت قيمة المشاريع المنجزة في الواحة  4 مليارات درهم

- تم افتتاح سيليكون سنترال في دبي في شهر أبريل 2021 وقد  صمم المشروع بشكلٍ مبتكر على شكل 5 كثبان رملية مستوحاة من الحركة الطبيعية لرمال الصحراء و يمتد المول التجاري على مساحة تبلغ حوالي 81,500 متر مربع   [10]

## الاستدامة
تعد الاستدامة أساسية في تصميم وهندسة  مرافق واحة دبي للسيليكون، إذ تمثل المزروعات المستدامة والمنتمية إلى البيئة المحلية، حوالي 70% من مجموع المسطحات الخضراء في الواحة كما تم اعتماد  معايير المباني الخضراء ويتجلى ذلك في  الحدائق العمودية بمساحة 4000 متر مربع والأسطح الخضراء بمساحة 3000 متر مربع والجدران المزروعة على امتداد 100 متر مربع  كما تستخدم تقنيات الري الذكية في الواحة   كما بدأت هيئة الطرق والمواصلات في دبي، التشغيل التجريبي لروبوتات  ذاتية القيادة لتوصيل الطلبات في واحة دبي للسيليكون، للتشجيع على استخدام وسائل النقل ذات الانبعاثات الصفرية، وتحسين الكفاءة التشغيلية

## جوائز
- حصلت واحة دبي للسيليكون على  أربع جوائز عالمية ضمن جوائز "إف دي آي" العالمية للمناطق الحرة الصادرة عن فايننشال تايمز، وفي مقدمتها جائزة أفضل منطقة حرة للابتكار للعام على مستوى الشرق الأوسط، بالإضافة التقدير المتميز في فئة "العالمية" للمناطق الداعمة للابتكار، والمركز السابع ضمن أفضل 10 مناطق حرة عالمية لعام 2024، وتنويه تقديري لدورها الريادي في الابتكار الرقمي.[13]
- حصلت دبي للسيليكون على أربع جوائز عالمية بحسب تصنيف مجلة (إف دي آي) الصادرة عن فايننشال تايمز، وهي أفضل منطقة حرة للعام للشركات الصغيرة والمتوسطة على مستوى العالم، وأفضل منطقة حرة للشركات الصغيرة والمتوسطة على مستوى الشرق الأوسط، والمركز الخامس ضمن أفضل 10 مناطق حرة عالمية للعام 2023، وجائزة تقديرية عن دورها في عملية البحث والتطوير.[14]
- حصلت سلطة واحة دبي للسيليكون بالتعاون مع شركة NXN المزود لاستشارات المدن الذكية والخدمات الرقمية على جائزة "أفضل بنية تحتية مبتكرة" لمشروع "سيليكون بارك" خلال حفل توزيع جوائز أعمال الاتصالات العالمية GTB للابتكار السنوية في لندن في العام 2017.[15]
- حصلت سلطة واحة دبي للسيليكون على الجائزة البلاتينية للتميز في قطاع ادارة المرافق للعام 2021 والتي تعتبر الجائزة العالمية الأولى في القطاع.[16]

- كما تم اختيار واحة دبي للسيليكون مركزاً للمعرفة والابتكارضمن خطة دبي الحضرية 2040.[17]

- حصلت سلطة واحة السيليكون على  شهادة «3 ليد بلاتينوم»، وشهادة «1 ليد إيرث»، للأبنية والممارسات والمجتمعات الخضراء والمستدامة.[11]

## وصلات خارجية
- واحة دبي للسيليكون